# Lamb (2015)
Lamb ist ein US-amerikanisches Filmdrama aus dem Jahr 2015. Das Drehbuch nach dem gleichnamigen Roman von Bonnie Nadzam schrieb der amerikanische Schauspieler und Regisseur Ross Partridge, der auch die Hauptrolle übernahm und Regie führte. Der Film feierte seine Weltpremiere am 14. März 2015 auf dem South by Southwest Film Festival. Er wurde am 8. Januar 2016 zunächst eingeschränkt in den US-amerikanischen Kinos sowie am 12. Januar 2016 via Video-on-Demand vom Musik- und Filmvertrieb The Orchard veröffentlicht.

## Handlung
David Lamb, dessen Ehe gerade in die Brüche gegangen und dessen Vater verstorben ist, hatte während seiner Ehe eine Affäre mit seiner Arbeitskollegin Linny. Sie erzählt ihm am Telefon, dass sie bei der Arbeit gehört habe, dass seine Ex-Frau Cathy ihn rausgeworfen habe und er daher vorerst in einem Motel untergekommen sei. Lamb jedoch sagt, dass dies nicht wahr und mit seiner Ehe alles in Ordnung sei.
Einige Zeit später steht Lamb am Grab seines Vaters. Nach dem Besuch der Beerdigung pausiert Lamb eine Zigarette rauchend auf dem Parkplatz zwischen einer Tankstelle und einem Supermarkt, wo die nicht sonderlich beliebte und oft einsame Tommie von ein paar Mädchen gedrängt wird, Lamb nach einer Zigarette zu fragen. Sie geht zu Lamb und fragt ihn. Er gibt ihr daraufhin eine Zigarette, steckt sie an und fragt sie, wer von den Freunden sie dazu angestiftet habe. Dabei kommt er auf die Idee, die anderen zu erschrecken, indem er vorgibt, Tommie zu entführen. Tommie sagt zwar nein, landet aber dennoch in Lambs SUV, weil er ihr und den anderen eine Lektion erteilen möchte, und er fährt mit ihr davon. Während der Fahrt redet er belehrend auf Tommie ein, dass sie es eigentlich wissen müsste, dass man einen wildfremden Mann nicht anspreche; ebenso sollten es ihre Freunde wissen. Lamb bringt sie nach Hause, entschuldigt sich bei ihr und überzeugt sie davon, kein schlechter Mensch zu sein. Dabei erfährt er von ihr, dass ihre Eltern selten zu Hause sind und sie auch keine Geschwister hat.
Bei der Arbeit spricht Lambs Chef Wilson ihm sein Beileid aus und besteht darauf, dass er sich eine Auszeit nehmen solle, um zu trauern und weil er durch die Affäre mit Linny für einigen Wirbel in der Firma gesorgt habe. Lamb trifft danach im Flur auf Linny; die beiden küssen sich und haben im Treppenhaus Sex. Später kehrt Lamb zum Parkplatz zurück und trifft dort zufällig wieder auf Tommie. Er entschuldigt sich nochmals bei ihr. Daraufhin erzählt sie ihm, dass keiner ihrer Freunde sie angerufen habe, um nach ihr zu fragen, ob es ihr gut gehe, und dass sie nun nicht mehr mit ihnen befreundet sei. Er fragt Tommie, ob sie schon immer in dieser Stadt lebe. Daraufhin nickt sie und meint, dass sie vermutlich auch hier sterben werde. Lamb möchte ihr gern etwas zu essen kaufen, um die vorgetäuschte Entführung wiedergutzumachen, weil er ihr vielleicht damit weh getan hat. Sie fragt ihn nach seinen Namen, nachdem sie ihm ihren verraten hat. Nach kurzem Zögern sagt er, sein Name sei „Gary“. Bis zum Abend verbringen sie nun Zeit miteinander und unterhalten sich. Dabei erzählt Lamb ihr, dass er gern einen Campingausflug in die Berge machen würde, zur alten Hütte seines Vaters, und dass es dort Pferde gebe.
Als Tommie nach Hause kommt, hocken ihre Mutter Linda und deren Freund Jesse vor dem Fernseher und fragen, wo sie gewesen sei; es sei doch im Dunkeln gefährlich, draußen allein herumzulaufen. Tommie antwortet, dass sie bei ihrer Freundin Jenny gewesen sei. Dabei beschwert sie sich, dass andere Familien etwas unternähmen, statt vor dem Fernseher zu sitzen. Da das Jesse nicht sonderlich gefällt, hält er Tommie vor, dass ihre Mutter den ganzen Tag arbeite und abends zu müde sei, um sich um sie zu kümmern. Sie solle sich nicht beschweren, zu wenig Aufmerksamkeit zu bekommen.
Morgens wartet Tommie auf dem Weg zur Schule auf den Bus, als Lamb mit dem Auto vorfährt und sie fragt, ob sie Lust hätte, die Schule zu schwänzen. Sie willigt ein und steigt zu ihm ins Auto. Dabei übergibt er ihr ein Geschenk und fragt sie, ob sie gern die Berge sehen und mit ihm auf diesen Campingtrip gehen wolle, von dem er ihr erzählt habe, nur eine Woche lang. Danach würde er sie zurück nach Hause bringen, bevor sich jemand Sorgen macht. Sie willigt interessiert ein. Lamb geht nun mit ihr in ein Hotelzimmer und will noch ein paar Sachen für den Ausflug besorgen. Für eine Stunde soll Tommie allein darüber nachdenken, ob sie bleiben oder doch wieder nach Hause fahren will. Lamb legt ihr dazu Geld für ein Taxi auf den Nachtisch. Tommie findet das seltsam. Daraufhin erklärt er ihr, dass er 47 und sie 11 sei und es demnach aufgrund ihres Altersunterschieds für andere wie eine Entführung aussehe. Daher möchte er ihr die Wahl lassen, so dass sie jederzeit gehen kann, wann sie es will, wie gleichberechtigte Partner. Er geht aus dem Hotelzimmer und lässt Tommie allein zurück.
Lamb fährt zu Linny und erzählt ihr, dass er die Stadt verlassen und für ein paar Wochen zur Hütte seines Vaters fahren werde, um darüber nachzudenken, ob er diese verkaufen solle. Linny fragt, ob sie wieder mitkommen solle, aber er will lieber allein sein. Währenddessen schaut Tommie fern und grübelt darüber nach, was sie tun soll. Lamb umarmt derweil Linny, verabschiedet sich von ihr und fährt danach zu seinem Motelzimmer, um seine Sachen zusammenzupacken. Zurück im Hotelzimmer scheint es so, als sei Tommie gegangen. Lamb setzt sich aufs Bett und grübelt. Tommie jedoch springt plötzlich hinter dem Bett hervor, um ihn zu erschrecken.
Die Reise führt die beiden nun von Chicago aus Richtung Westen nach Wyoming, wo sich die Hütte von Lambs Vater befindet. Tommie fragt ihn, warum er nie geheiratet habe. Darauf antwortet Lamb, dass er nie die richtige Frau getroffen habe. Während ihrer langen Fahrt merkt Tommie an, dass der Ausflug wohl nicht nur eine Woche dauern werde, was Lamb abstreitet. Jedoch erwidert sie, dass er das habe sagen müssen, sonst wären sie nicht losgefahren.
Während der Reise legen sie mehrere Zwischenstopps ein. An einer Raststätte angekommen, sieht eine Frau, die sich Tommie als Melissa vorstellt, wie sie weint, fragt sie nach ihrem Namen und ob es ihr gut gehe. Jedoch lügt Tommie und sagt, ihr Name sei „Emily“. Lamb kommt dazu, nimmt Tommie mit und sagt zu Melissa, dass alles in Ordnung sei und ihr nur übel sei. Da es Tommie nicht gut geht, macht sie sich Gedanken darüber, ob ihre Mutter sich Sorgen macht. Lamb versucht sie zu beruhigen und schlägt ihr vor, ihrer Mutter eine Postkarte zu schicken. In einem Hotelzimmer angekommen, möchte Lamb ihr heißen Tee mit Medizin zu trinken geben, was sie ablehnt. Dabei kommt es erstmals zu einem ernsthaften Konflikt zwischen den beiden, bei dem Tommie Lamb am Auge verletzt, zusammenbricht und nach Hause will.
Am nächsten Morgen fährt Lamb weiter Richtung Hütte; Tommie schläft im Auto. Als sie aufwacht, kommt es abermals zum Streit und Tommie beschwert sich, dass Lamb sie wie ein kleines Kind behandele und ihr Vorschriften mache. Abermals erinnert sie ihn daran, dass sie nach Hause will, was Lamb einsieht. Danach fragt er sie, ob sie ihm vergeben könne, und sie sprechen sich aus. Bei der Hütte angekommen, erkundet Tommie sogleich die Umgebung und schaut sich das Haus an, wo Lamb ihr ein Kleid schenkt.
Als sie am Flussufer sitzen und die Ruhe genießen, kommt ein älterer Herr namens Foster, der in der Nähe ein Haus hat, auf die zwei zu und ermahnt sie, dass dies ein Privatgrundstück sei. Lamb erkennt Foster und gibt sich als Walter Lambs Sohn zu erkennen, Tommie stellt er als seine Nichte „Emily“ vor. Foster erwähnt noch, dass das Haus heruntergekommen sei, und zieht sich wieder zurück. Lamb warnt nun Tommie davor, dass Foster sich seine Gedanken machen und durchs Fenster schauen könnte. Tommie meint daraufhin, dass Lamb sich wie ein Onkel oder Vater verhalte und daran nichts merkwürdig sei. Lamb erinnert sie aber daran, dass keiner von beiden weiß, wie ein Vater sich verhalten sollte, was Tommie sogleich bestätigt. Sie fragt ihn, ob er glaube, dass ihre Mutter schon die Polizei gerufen habe. Lamb glaubt ja. Jedoch beruhigt er sie und redet ihr ein, dass alles gut ausgehen werde, wenn er sie zurückbringe, und dass alle davon profitieren würden. Später fährt er mit Tommie in die Berge, um ihr die Schönheit der Natur zu zeigen.
Einige Tage später zeigt Lamb Tommie endlich die Pferde, die er ihr versprochen hat. Dann bemerkt er, wie sich ihnen ein Auto nähert. Er nimmt Tommie, setzt sie in einen Schrank und sagt ihr, sie solle sich nicht zeigen und ruhig bleiben. Es stellt sich heraus, dass Linny zur Hütte gekommen ist, damit Lamb sich nicht einsam fühlt. Als Linny gerade nicht anwesend ist, nutzt er die Gelegenheit und schickt Tommie zur Werkstatt, wo sie sich verstecken soll. Später in der Nacht redet Lamb mit Linny und sagt ihr, dass er keine Freude mehr am Leben habe. Danach geht er zu Tommie in die Werkstatt, wo sie ihn fragt, warum Linny ihn David statt „Gary“ genannt habe. Er begründet es damit, dass er sie beschützen müsse. Tommie fragt, ob Linny seine Freundin sei und er sie liebe, was er verneint.
Eines Morgens geht Lamb zu Tommie ins andere Zimmer mit den Betten, wo sie noch schläft, und redet mit ihr. Linny kommt dazu, entdeckt die Matratzen, unter denen sich Tommie nun verstecken muss, und möchte sie haben, weil sie nicht mehr auf dem Boden im anderen Zimmer schlafen will. Lamb redet sich heraus und meint, dass die Matratzen alt und dreckig seien. Linny möchte dennoch wissen, warum sie nicht in das Zimmer darf. Am Abend will sie es genau wissen und Lamb tischt ihr eine erfundene Geistergeschichte über ein Mädchen namens „Emily“ auf und dass das Zimmer verflucht sei. Tommie kann sich das alles nicht mehr mit anhören und läuft davon. Später entscheidet sie sich jedoch, wieder zurück zum Haus zu gehen. Als Tommie durch ein Fenster schaut, sieht sie Lamb und Linny beim Sex. Er bemerkt, dass Tommie zusieht. Daraufhin läuft sie wütend davon.
Am nächsten Morgen muss sich Tommie draußen übergeben und bemerkt dabei einen Streifenwagen, der am Grundstück vorbeifährt. Sie läuft in das Haus, wo Linny und Lamb schlafen. Tommie sagt laut „Gary“. Daraufhin wacht Linny völlig verwirrt auf und sieht Tommie vor sich stehen. Lamb erklärt ihr nun, dass dies seine Nichte „Emily“ sei, die krank sei und um die er sich kümmern müsse, weil ihr Vater, Lambs Bruder, tot sei. Linny kann das alles nicht mehr verstehen und fährt nach Hause. Erneut rechtfertigt Lamb seine Handlungen vor Tommie, damit sie ihm abermals vergibt, was sie auch tut.
Lamb meint nun, Tommie wieder nach Hause bringen zu müssen. Sie fragt ihn, was sie ihren Eltern erzählen solle, wo sie die ganze Zeit über war. Lamb bittet sie, ihnen nicht die Wahrheit zu erzählen. Tommie verspricht zu sagen: „Ich lief weg, aber jetzt bin ich hier.“ Lamb erklärt ihr nun, was sie ihm bedeutet und dass er ihr das Haus vermachen will, so dass sie eines Tages zurückkehren kann. Er will ihr Briefe schreiben, die von seiner Liebe zu ihr berichten. Tommie meint daraufhin, dass sie nicht nach Hause will. Sie treten aber dennoch die Heimreise an. In einem Motel von der Hinreise bricht Lamb im Zimmer vor Tommie zusammen und fängt an zu weinen. Dabei sagt er ihr, dass sie über ihn hinauswachsen und alles, was geschehen sei, vergessen und ihn hassen werde, wenn er alt und sie erwachsen sei. Tommie sagt aber, dass sie dies nicht tun werde, und tröstet ihn.
Frühmorgens fahren sie weiter zurück nach Hause, wo Lamb am Abend vor ihrem Haus hält und ihr verspricht, am Valentinstag zu kommen und ihr ein Zeichen zu hinterlassen. Sie fängt an zu weinen. Lamb sagt ihr, dass sie tapfer sein müsse. Tommie schlägt vor, sie sollten es allen sagen und möglicherweise würden es alle verstehen, weil es Liebe sei. Lamb ist dagegen, um beide zu schützen, und sagt ihr, dass dies das letzte Kapitel sei. Er ermutigt Tommie, sie solle nie die schönen Dinge vergessen, die sie zusammen gesehen hätten, und dass sie das retten werde. Er muntert sie auf, indem er ihr sagt, sie solle stark und schön werden, wie ein „Apfelbaum zwischen all den aschfarbigen Gebäuden dieser Stadt“. Daraufhin umarmt sie ihn und verlässt Lambs SUV. Er fährt davon und lässt die weinende Tommie am Straßenrand zurück.
Der Film endet damit, dass Tommie Lambs Auto hinterherläuft.

## Produktion

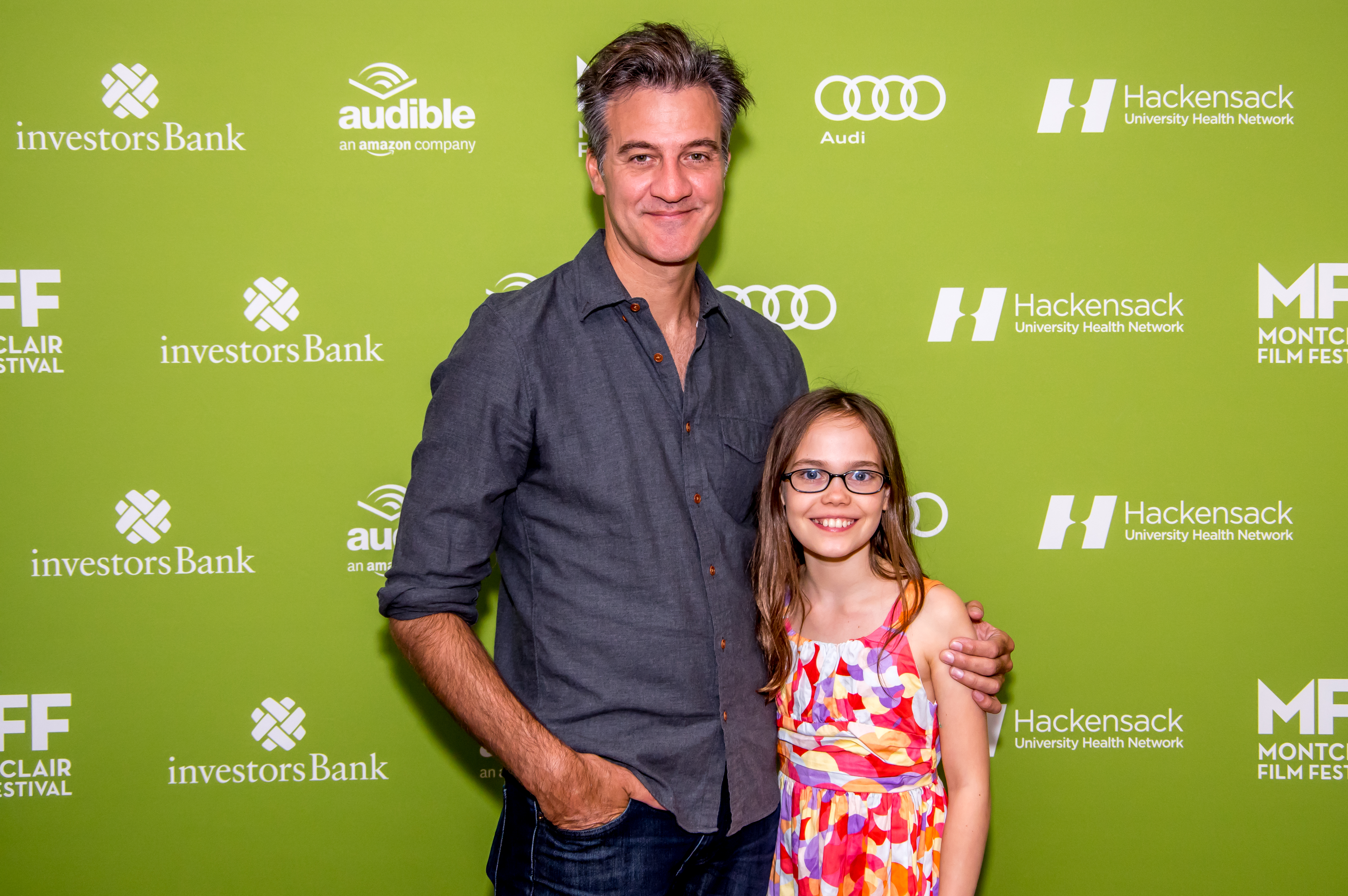
Die Hauptdarsteller Ross Partridge und Oona Laurence auf dem Montclair Film Festival im Mai 2015

### Entwicklung
Im Juli 2014 wurde bekannt, dass Ross Partridge das Drehbuch zum Roman Lamb von Bonnie Nadzam geschrieben und die Regie sowie die Hauptrolle des David Lamb im Film übernommen hatte. Als Produzenten fungierten Mel Eslyn und Taylor Williams; Jennifer Lafleur trat als Co-Produzentin in Erscheinung sowie William Ruch und Ross Partridge als Executive Producer. Weiterhin wurde bekannt, dass Jungschauspielerin Oona Laurence die Hauptrolle der Tommie übernommen hatte sowie Jess Weixler als Lambs Freundin Linny zu sehen sein werde. Partridge sagte später in einem Interview mit der New York Times, dass er das Buch, während er es las, sofort für eine filmische Umsetzung anpassen wollte.

### Dreharbeiten
Die Dreharbeiten dauerten 18 Tage beginnend am 19. Juni 2014 mit einer Filmcrew aus 12 Mitarbeitern in Denver, Colorado, das als Chicago herhalten musste. Weitere Dreharbeiten fanden außerdem in Laramie, Wyoming in der Nähe der Rocky Mountains statt.

### Marketing und Veröffentlichung
Weltpremiere feierte der Film am 14. März 2015 auf dem South by Southwest Film Festival. Er wurde unter anderem auch auf dem Sarasota Film Festival in Florida, dem Montclair Film Festival in New Jersey sowie dem Seattle International Film Festival und dem Torino Film Festival gezeigt. Im November 2015 wurde das offizielle Filmplakat zum Film veröffentlicht, im Dezember 2015 der Trailer exklusive bei Apple Trailers. Der Musik- und Filmvertrieb The Orchard erhielt zudem die Rechte für den Video-on-Demand-Verleih und veröffentlichte den Film in englischer Sprache ab dem 12. Januar 2016 über Amazon Instant Video, den Apple iTunes Store und Google Play.

### Einspielergebnisse
Der Film spielte seit der Veröffentlichung in einigen US-amerikanischen Kinos an zwei Wochenenden geschätzte 14.547 US-Dollar ein.

## Filmmusik
Die Musik zum Film stammt von Daniel Berlardinelli und wurde von MovieScore Media am 8. Januar 2016 via Download veröffentlicht.
| Nr.          | Titel                 | Länge |
| ------------ | --------------------- | ----- |
| 1.           | Lamb: Prelude         | 2:20  |
| 2.           | Titles                | 3:55  |
| 3.           | Store                 | 1:41  |
| 4.           | Kidnap                | 1:20  |
| 5.           | Secret Trip           | 2:41  |
| 6.           | On The Road           | 1:51  |
| 7.           | Unfriendly Landowners | 1:47  |
| 8.           | The 14th Fence Post   | 2:53  |
| 9.           | Visiting Foster       | 1:46  |
| 10.          | Linny's Arrival       | 1:37  |
| 11.          | Haunted Shed          | 4:04  |
| 12.          | Linny Leaves          | 1:47  |
| 13.          | Return to the City    | 1:19  |
| 14.          | Count to Five         | 2:24  |
| 15.          | Lamb: Postlude        | 1:38  |
| Gesamtlänge: | Gesamtlänge:          | 33:03 |

## Rezeption
Die Kritiken zum Film fielen teils negativ und gemischt bis überwiegend positiv aus. Auf der Webseite Rotten Tomatoes erhielt Lamb ein Rating von 85 Prozent, basierend auf 28 positiven und 5 kritischen Rezensionen, mit einer durchschnittlichen Bewertung von 6,9 von 10 sowie einer Nutzerwertung von 54 %, mit einer durchschnittlichen Bewertung von 3,2 bei 5 möglichen Punkten. Die Webseite Metacritic errechnete einen durchschnittlichen Metascore von 62 bei 100 möglichen Punkten, ausgehend von 12 Kritiken renommierter Medien sowie einem eigenen auf Benutzerwertungen basierenden Rating von 5,5 bei 10 möglichen Punkten.

## Unterschiede zum Roman
- In Nadzams Romanvorlage ist der Altersunterschied zwischen David Lamb und Tommie größer als im Film. Lamb ist 54 statt 47 Jahre alt.[21]